# Hermanas de la Adoración Reparadora
La Congregación de la Adoración Reparadora (oficialmente en francés: Congrégation de l'Adoration réparatrice) es una congregación religiosa católica femenina de derecho pontificio, fundada por la religiosa francesa María Teresa del Corazón de Jesús (Théodelinde Bourcin-Dubouché), en París, el 6 de agosto de 1848. A las religiosas de este instituto se les conoce como Hermanas de la Adoración Reparadora y posponen a sus nombres las siglas A.R.

## Historia

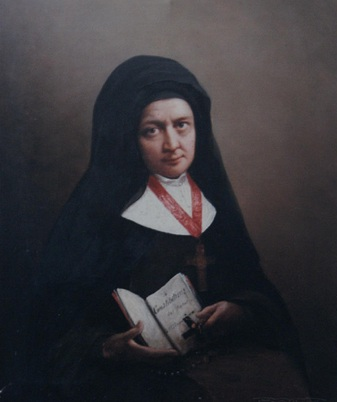
María Teresa del Corazón de Jesús (1809-1863), fundadora de la congregación.

Théodelinde Bourcin-Dubouché quiso ingresar en el monasterio carmelita de París, sin embargo decidió fundar una congregación religiosa dedicada a la adoración perpetua del Santísimo Sacramento para la reparación de las ofensas cometidas hacia la fe cristiana, especialmente hacia la Eucaristía, el 6 de agosto de 1848, en tiempos de la revolución, a la que llamó Orden Tercera Regular Carmelita para la Reparación.
Théodelinde cambió su nombre por María Teresa del Corazón de Jesús (en francés: Marie-Thérèse du Cœur de Jésus). Cuando el obispo de París, Sibour, aprobó el instituto como congregación de derecho diocesano, en 1850, las religiosas cambiaron el nombre por Congregación de la Adoración Reparadora.
La expansión de la congregación inició en tiempos de la misma fundadora, la cual fundó dos conventos de Lyon y uno en Châlons-sur-Marne. En 1909, las Religiosas Reparadoras de St.Didier, fundadas por un grupo de terciarias en 1845, se unieron a la congregación, reforzando el número de conventos de esta. Igualmente se fusionaron en 1939 las Reparadoras de St-Africa de París.
El instituto recibió la aprobación pontifica en 1853 por Pío IX y sus constituciones fueron aprobadas definitivamente por la Santa Sede el 7 de enero de 1887.

## Organización
La Congregación de la Adoración Reparadora es un instituto de derecho pontifico, de gobierno centralizado. Este es ejercido por la superiora general, que en la actualidad es la religiosa Maria-Josephine Caldwell.
Las hermanas de la Adoración Reparadora son monjas de vida contemplativa, por lo cual se dedican a la oración litúrgica y al trabajo manual, en la elaboración de hostias, ornamentos y objetos litúrgicos. El hábito es el tradicional carmelita, compuesto de túnica y velo marrón. En 2015, la congregación contaba con unas 19 monjas en 4 conventos, presentes en Francia e Irlanda.